# NGC 4675
NGC 4675 ist eine Balken-Spiralgalaxie vom Hubble-Typ SBb im Sternbild Großer Bär am Nordsternhimmel. Sie ist schätzungsweise 217 Millionen Lichtjahre von der Milchstraße entfernt und hat einen Durchmesser von etwa 100.000 Lichtjahren. Die Galaxie gilt als Mitglied der NGC 4686-Gruppe (LGG 300).

Im selben Himmelsareal befinden sich die Galaxien NGC 4646, NGC 4669, NGC 4686, NGC 4695.
Die Typ-Ia-Supernova SN 1997Y wurde hier beobachtet.
Das Objekt wurde am  14. April 1789 von Wilhelm Herschel mit einem 18,7-Zoll-Spiegelteleskop entdeckt, der sie mit „pB, vS, mbM“ beschrieb.